# Jean Puget de la Serre
Jean Puget de la Serre (Tolosa, 15 novembre 1594 – Parigi, luglio 1665) è stato uno scrittore, drammaturgo e storico francese.
Scrisse più di cento opere che gli hanno valso il titolo di "storico di Francia".

## Biografia
I suoi primi libri datano agli anni 1617-1618. Si stabilì nei Paesi Bassi spagnoli nel 1627 et lì divenne storico per la regina Maria de Medici, allora in esilio.
Durante questo soggiorno, fu anche autore di diversi balletti rappresentati alla corte di Bruxelles tra il 1628 e il 1635. Scrisse inoltre alcuni drammi, stampati a Parigi.
Rientrò in Francia prima del 1639 e riuscì a trovare grazia presso il cardinale Richelieu che gli garantì una pensione. Produsse allora numerosi libri che spesso cantavano le gesta del re, permettendogli di ottenere delle pensioni.
Nominato bibliotecario di Gastone d'Orléans, divenne nel 1647 elemosiniere di sua figlia Anna Maria Luisa d'Orléans; a Parigi dimorava a quai de l'Escalle, presso la chiesa di Saint-Germain-l'Auxerrois, "nella casa dov'è per insegna il Cuor di Leone".

## Alcune opere

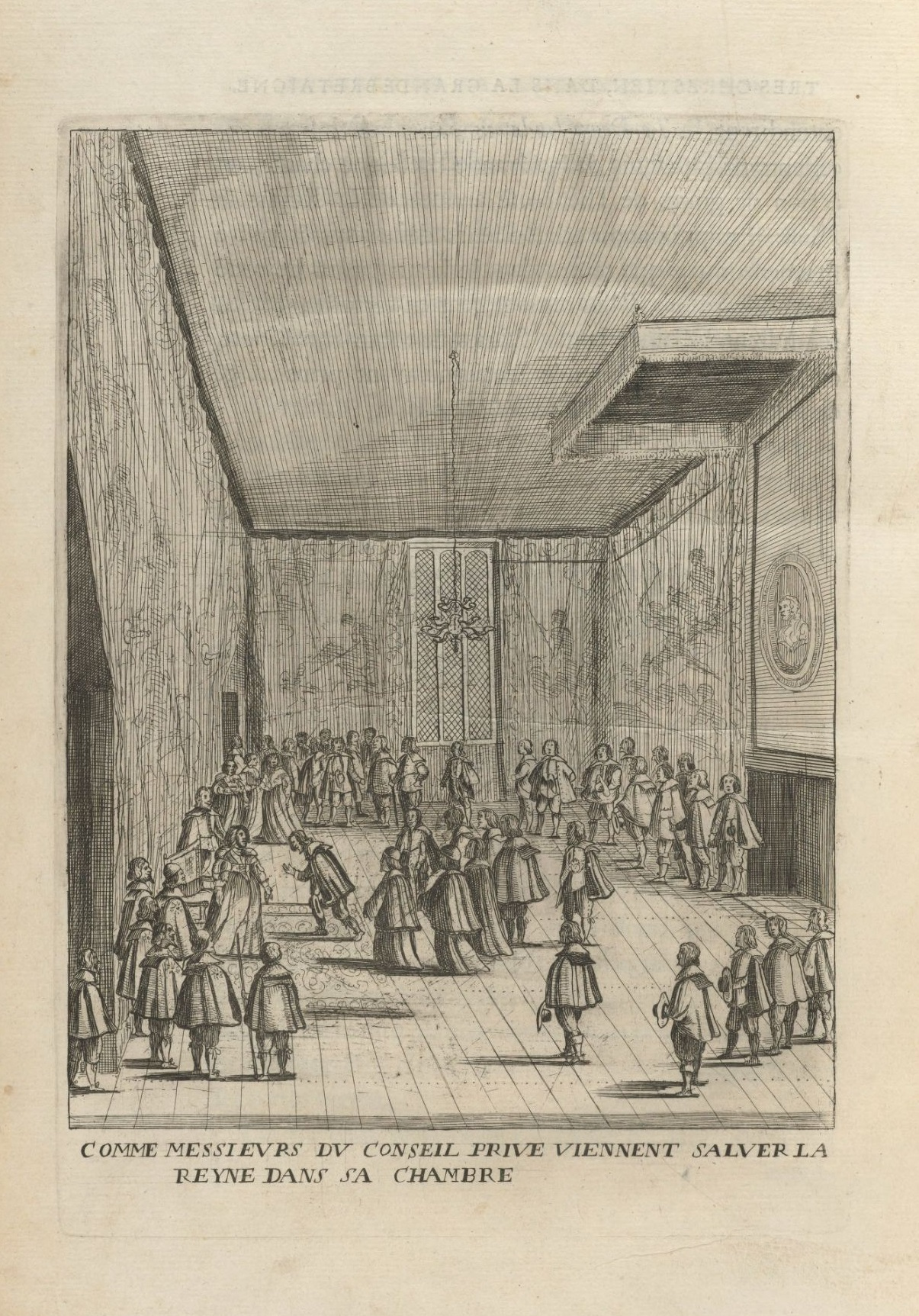
Histoire de l’entree de la reyne mere du roy tres-Chrestien, dans la Grande-Bretaigne, 1639, di Jean Puget de la Serre

- Le Roman de la cour de Bruxelles, Spa et Aix en Allemaigne (Liegi), 1628
- Le Tombeau des délices du monde, Bruxelles, François Vivien, 1630
- Les Délices de la mort, Bruxelles, François Vivien, 1631. Altra edizione:Rouen, presso Berthelin, stesso anno.
- Le Bréviaire des courtisans, Bruxelles, François Vivien, 1631
- Le Balet des Princes indiens, Bruxelles, François Vivien, 1634
- Le Miroir qui ne flatte point, 1632
  - Edizione olandese : De Spiegel, die niet vleyd : Handelende Van de verachting der Werelt, en van de bedenkingen des Doots. van Goedesberg, Amsterdam 1667. (digitale)